# Pseudostereopalpus angusticollis
Pseudostereopalpus angusticollis es una especie de coleóptero de la familia Anthicidae.

## Distribución geográfica
Habita en Sikkim (India).